# 복스 미디어
복스 미디어(Vox Media)는 미국의 대중 매체 기업이다. 워싱턴 D.C.와 뉴욕에 위치해 있다. 이 기업은 2011년 11월 짐 뱅커프와 트레이 브룬드렛에 의해 설립되었으며, 2005년에 설립된 스포츠 블로그 네트워크 SB 네이션과, 복스 미디어와 함께 시작된 기술 뉴스 웹사이트 더 버지를 한데 묶기 위해 설립되었다. 뱅커프는 2009년부터 SB 네이션의 CEO를 역임하고 있다.
복스 미디어는 주로 더 버지, 복스, SB 네이션, 이터, 폴리곤, 뉴욕 등의 편집 브랜드를 소유하고 있다. 뉴욕지는 더 나아가서 인텔리젠서, 더 컷, 벌처, 더 스트레티지스트, 커브드, 그럽 스트릿 등의 웹사이트를 포함하고 있다. 이전의 리코드(Recode)는 복스에 통합되었으나 랙트(Racked)는 서비스가 종료되었다.